# Alex MacQueen
Alex MacQueen est un acteur britannique, né le 30 novembre 1973 à Epsom, en Angleterre.

## Filmographie

### Cinéma
- 2003 : The Emperor's Wife : Dr Lambroso
- 2005 : Buried Alive
- 2005 : Secrets de famille : le collectionneur de ticket de train
- 2007 : Magicians : Stooge
- 2008 : The Hide : Roy Tunt
- 2008 : Tu£sday : le banquier M. Jacobs
- 2009 : In the Loop : Sir Jonathan Tutt
- 2010 : We Are Four Lions : Malcolm Storge
- 2010 : Vous allez rencontrer un bel et sombre inconnu : Malcolm Dodds
- 2010 : Bonded by Blood : le gouverneur de la prison
- 2011 : Chalet Girl : Malcolm
- 2011 : Anuvahood : Edward
- 2011 : Les Boloss : Kevin Sutherland
- 2012 : Gambit : Arnaque à l'anglaise : M. Dunlop
- 2013 : Mariage à l'anglaise : le ministre
- 2013 : Jack le chasseur de géants : le guide touristique
- 2013 : Un incroyable talent : Dr Thorpe
- 2014 : Fear of Water : Charles
- 2014 : The Inbetweeners 2 : Kevin Sutherland
- 2015 : Slow West : Rupert Cavendish
- 2015 : Cendrillon : le crieur royal
- 2015 : Dare to Be Wild : Nigel Hogg
- 2015 : Youth : l'émissaire de la Reine
- 2018 : Slaughterhouse Rulez : Lambert
- 2018 : All is True : Sir Thomas Lucy
- 2019 : Horrible Histories: The Movie - Rotten Romans : Sycophantus
- 2020 : Downhill : Charlie
- 2021 : School's Out Forever : M. Bates

### Télévision
- 2003 : Keen Eddie : Gates (1 épisode)
- 2019 : Family Business : le photographe (1 épisode)
- 2004 : Murder City : Ian Payne (1 épisode)
- 2005 : Peep Show : le président du jury (1 épisode)
- 2005-2009 : The Thick of It : Lord Julius Nicholson (5 épisodes)
- 2005-2010 : Holby City : Dr Keith Greene (75 épisodes)
- 2006 : Casualty : Dr Keith Greene (1 épisode)
- 2007 : The IT Crowd : Vicar (1 épisode)
- 2008 : The Wrong Door : Capitaine Justice (6 épisodes)
- 2008-2010 : Les Boloss : Loser attitude : Kevin Sutherland (5 épisodes)
- 2009 : Kröd Mändoon and the Flaming Sword of Fire : Barnabus (6 épisodes)
- 2010 : Outnumbered : Howard (2 épisodes)
- 2010 : Miranda : le libraire (1 épisode)
- 2011 : Come Fly with Me : le passager allergique aux arachides (1 épisode)
- 2011 : Campus : le gérant de la banque (1 épisode)
- 2011 : Inspecteur Lewis : Dr Julius Fisher (1 épisode)
- 2011 : Black Mirror : l'agent spécial Callett (1 épisode)
- 2011 : This Is England '88 : le père de Fay (2 épisodes)
- 2012-2015 : Hunderby : Edmund (10 épisodes)
- 2013 : Plebs : Frère Quintus (1 épisode)
- 2013 : Playhouse Presents : Marco (1 épisode)
- 2014 : Trying Again : Martin (6 épisodes)
- 2015 : Pompidou : Hove (6 épisodes)
- 2015 : The Delivery Man : M. Luke Edward (6 épisodes)
- 2015 : Together : Ashley (6 épisodes)
- 2016 : Drunk History : Hardy (1 épisode)
- 2016 : Peaky Blinders : Patrick Jarvis (3 épisodes)
- 2018 : Affaires non classées : Guy Bernhardt (2 épisodes)
- 2018 : High and Dry : Newton (2 épisodes)
- 2018 : Sally4Ever : David (5 épisodes)
- 2019 : La Folle Aventure des Durrell : Colonel Ribbindane (1 épisode)
- 2020 : The Trial of Christine Keeler : Griffith-Jones (2 épisodes)
- 2020 : Hilda : voix additionnelles (13 épisodes)
- 2021 : Destin : La Saga Winx : Professeur Harvey (6 épisodes)
- 2021 : The Nevers : M. Oldenham (1 épisode)
- 2022 : Becoming Elizabeth : Stephen Gardiner